# 公文橫式書寫
公文橫式書寫是指中華民國行政院研究發展考核委員會所推動將公文格式改為橫式書寫的一項行政革新，該措施或稱為「公文橫書」。藉著事務管理規則、公文程式條例、中央法規標準法等相關法律條文修正與正式頒行，自西元2005年1月1日起，行政院將沿襲已久的公文直式書寫習慣全面改成橫式書寫。

## 簡介
1928年11月15日，國民政府制定公布《公文程式條例》，第1條規定公文就是處理公務之文書。中華民國現行之公文，分為6類：令、呈、咨、函、公告、其他公文。
該書寫公文規則所適用的機關為中華民國所轄中央機關、地方政府、各級民意機構、事業機構、公法人以及各級公私立學校等。2004年5月4日，立法院三讀通過《公文程式條例》；2005年1月1日起，前述機關依法必須將沿襲已久的公文直式書寫習慣全面改為橫式書寫。

## 修改說明

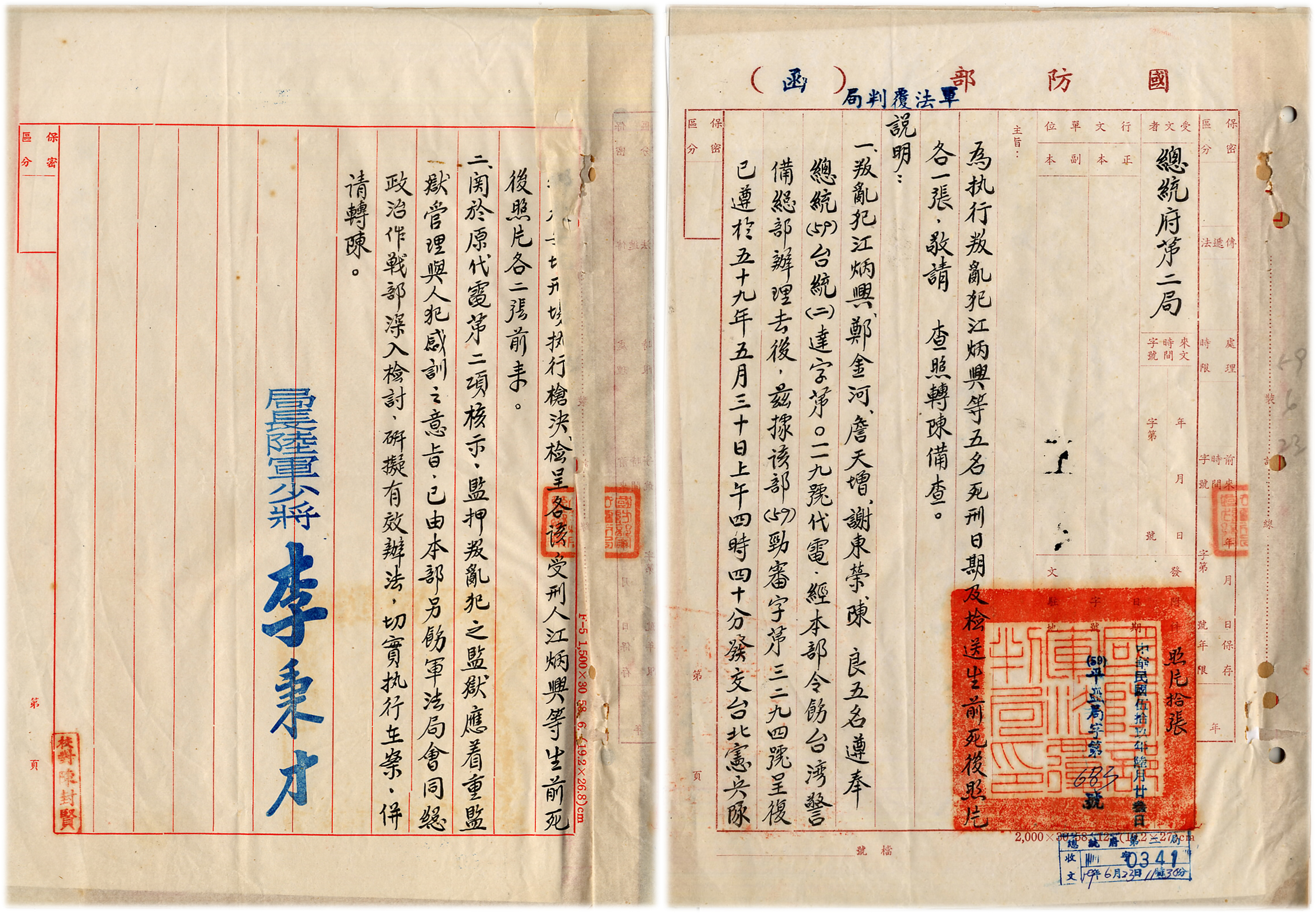
直式公文

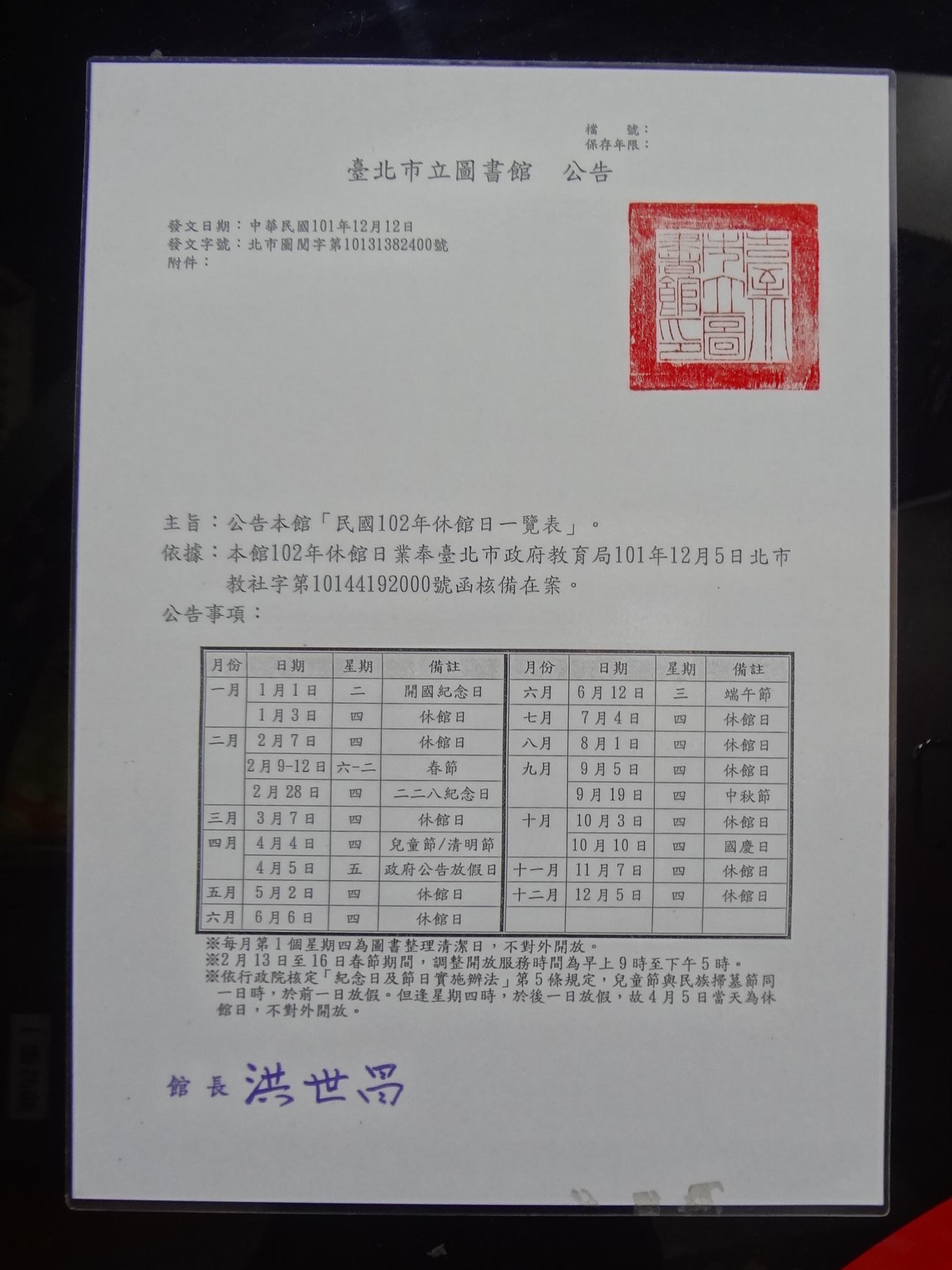
橫式公文

該修改措施，除了橫式與直式之分別外，還有以下改變：
- 舊公文規則：公文得分段敘述，冠以數字；除特例外，採由右而左直行格式。
  - 新：刪除號所列規定，改為由左至右之橫書格式。
- 舊：法規條文應分條直行書寫，冠以「第某條」字樣，並得分為項、款、目。
  - 新：數字除特例外，全部改為阿拉伯數字。
- 舊：項不冠數字，低二字書寫，款冠以一、二、三等數字，目冠以（一）、（二）、（三）等數字，並應加具標點符號。
  - 新：公文的段落數字仍以中文，其餘，項、細目全部改為阿拉伯數字。其中，橫式公文的說明條文仍為中文，但是法規條文則改為阿拉伯數字(如：第9條)。
- 舊：各類申請書表、圖表、附件、譯文、文書附件、許可證、處分書、委任書、證照、政府出版品、公務統計報表、機關內部表、收據證書公文，除特例外，應用由右而左之直行格式。
  - 新：改為由左至右之橫書格式
- 舊：其他相關規定：《印信條例》第四條，印信之尺度依附表之規定（其附表書寫方式為由上而下，由右而左）。《事務管理手冊》文書處理九十一（一）條戳：木（角）質或用橡皮刻製，以長方形為原則；九十一（二）至（九）簽字章、鋼印、校對章、騎縫章、附件章、收件章、職名章及電子文件章等，並無書寫方式之規定，惟相關參考範例以直式書寫方式為之。
  - 新：改為由左至右之橫書格式

## 關於數字的一些體例上混淆不清的例子
公文改制，對於公務人員及一般民眾的書寫習慣產生相當大影響。除此之外，其規定也有許多模糊不清的地方，在此舉個數字上例子。(有刪除號者表示與現今橫書規定衝突)
- 農曆正月初五，台灣各地私人機構將陸續開工。
- 有關九二一地震的敘述，還不夠充實。
- 有關四千八百億元的軍購上限說明在第七大項。
- 公文字號為院臺秘字第09400865175號的描繪，將於民國九十六年施行完畢。
- 電話請打 (02)4311-8111。
- 台北市中正區忠孝東路1段2號3樓。
- 該計劃延後四週辦理。
- 3國演義的關公敘述是在我報告的第五十六頁，而張飛可以2眼不閉著睡覺事情則是在該頁頁末。
- 馬英九挑戰2008。